# Шатківський Микола Мілетійович
Шатківський Микола Мілетійович (нар. 18 травня 1971, м. Почаїв Тернопільської області — український митець, майстер різьби по дереву. Член НСМНМУ.

## Біографія
Народився 18 травня 1971 р. у м. Почаїв Тернопільської області.
Художньою різьбою по дереву займається з 1990 р. У 1958 р. закінчив Український державний лісотехнічний університет, факультет технології деревообробки.
Основними творами є іконостаси, футляри та різьблені рами для ікон, різьблені меблі, яворівські тарелі. Учасник обласних, всеукраїнських та міжнародних виставок.
Проживає у м. Почаїв Тернопільської області.